# Lista de supercards de pay-per-view e transmissão ao vivo da WWE

WrestleMania é o maior evento ao vivo da WWE. Em 2025, a 41ª edição (foto) ocorreu no Allegiant Stadium e atraiu 57.037 espectadores na Noite 1 e 60.343 espectadores na Noite 2 (117.380 espectadores no total).

Essa é uma lista de eventos em pay-per-view promovidos pela WWE, uma promoção de luta profissional americana. A WWE realiza transmissão de pay-per-views desde os anos 1980, quando os seus clássicos "quatro grandes" eventos (Royal Rumble, WrestleMania, SummerSlam e Survivor Series) foram estabelecidos. A quantidade desses eventos expandiu-se para uma base mensal em meados da década de 1990, e atingiu o seu pico de dezesseis shows por ano em 2006, antes de voltar para doze em 2012, tornando-se em uma parte significativa do fluxo de receita para a WWE. Programas em pay-per-view possuem normalmente três horas de duração, mas aqueles com orçamento menor (como o In Your House) eram mais curtos, e os eventos especiais como o WrestleMania podem se aproximar de cinco horas. Desde 2008, todos os pay-per-views da WWE são transmitidos em alta definição.
Os pay-per-views da WWE são disponibilizados nos Estados Unidos pelo In Demand, Dish Network e DirecTV. No Canadá, os eventos estão disponíveis através do (dependendo do fornecedor de serviços) Viewers Choice, Vu!, Shaw PPV ou SaskTel, e podem ser vistos nas salas de cinema em HD através de locais selecionados pela Cineplex Entertainment. Na Austrália, os programas são exibidos no Main Event. No Reino Unido e na Irlanda, alguns eventos são mostrados no Sky Sports 3, através do Sky Sports Box Office. Na Índia e no Sul da Ásia, uma única emissora (atualmente a TEN Sports) geralmente detém os direitos de toda a programação da WWE, incluindo os pay-per-views, que são transmitidos sem nenhum custo adicional.
Com o advento da Brand Extension em 2002, a empresa dividiu seu plantel em dois; cada parte do elenco passaria a atuar fixamente em um dos programas de televisão principais da WWE: Raw e SmackDown. Todavia, todos os pay-per-views continham os lutadores de ambos os programas até junho de 2003, quando os eventos se tornaram exclusivos de um show especifico, exceto pelos "quatro grandes", que continuaram a contar com toda a equipe. Tal logica também se aplicou ao programa ECW criado em 2006, que também recebeu o seu próprio pay-per-view, tornando esse o ano com mais eventos neste formato, totalizando 16 (cinco do Raw, cinco do SmackDown, dois da ECW e os "quatro grandes"). Porém, em março de 2007, a WWE anunciou que todos seus eventos subsequentes apresentariam lutadores de todos os programas. Dessa maneira, o número de pay-per-views diminuiu e em 2012 a WWE passou a transmitir apenas 12 eventos.
A WWE Network, lançada em 24 de fevereiro de 2014, dispõe toda o catálogo de eventos pay-per-view da WWE, bem como todos os futuros eventos. A WWE Network também incluiu o The Big Event e o Royal Rumble de 1988 em sua seção de "Pay-Per-View".

## História
É erroneamente acreditado que o primeiro evento em pay-per-view da WWE, então conhecida como World Wrestling Federation (WWF), foi o The Wrestling Classic de novembro de 1985, um torneio no Rosemont Horizon perto de Chicago, mas o primeiro WrestleMania, em março do mesmo ano, estava disponível em pay-per-view em certas áreas. Os primeiros dois WrestleManias foram um sucesso financeiro, e depois do WrestleMania III se tornou um popular evento na indústria do wrestling, fazendo com que a WWF expandisse suas ofertas de PPV.
O primeiro Survivor Series ocorreu em 29 de novembro de 1987, marcado para competir diretamente com o Starrcade da NWA. A WWF informou as companhias de televisão a cabo que, se exibissem o Starrcade, não poderiam exibir nenhum evento futuro da WWF. A grande maioria das companhias escolheu o Survivor Series, e resultado financeiro do Starrcade é apontado como o começo do fim das Jim Crockett Promotions. A estréia do Royal Rumble em janeiro de 1988 foi exibido na USA Network, conseguindo a maior audiência do canal. Após isso, o evento se tornou um pay-per-view.
O primeiro SummerSlam aconteceu no Madison Square Garden em agosto de 1988. O Royal Rumble em janeiro, WrestleMania em março ou abril, SummerSlam em agosto, e o Survivor Series em novembro - foram as únicas ofertas de PPV até 1993, quando a WWF começou a exibir o King of the Ring em junho. Em maio de 1995, a WWF começou a oferecer PPVs nos meses restantes. Inicialmente, a WWF usou o In Your House mas, começando em 1996, começou a usar outros nomes para complementar o In Your House (como Bad Blood e No Way Out), para evitar confusões. Até recentemente, World Wrestling Entertainment tinha apenas um pay-per-view por mês, tendo até 2003, 12 por ano. Em 2004 foi oferecido o 13° pay-per-view, e em 2005 foram oferecidos 14 PPVs, 2006 teve 16, e 2007 teve 14. Em 2008, eles acabaram com o New Year's Revolution, levando o número de pay-per-views de volta para 14. Os pay-per-view nos Estados Unidos são oferecidos pela In Demand, Dish Network ou DirecTV.
A WWE exibiu dois pay-per-views anuais exclusivamente para o Reino Unido até 2003, mas com a divisão de brands, os eventos foram retirados pelo favorecimento internacional. Atualmente, WWE tem a WrestleMania Revenge tour, após o WrestleMania, no começo do ano e a Survivor Series tour, no fim do ano, no Reino Unido. Cada um deles incluia uma gravação do Raw, SmackDown, e até então, da ECW. Na Austrália, os pay-per-views são exibidos no Main Event. No Reino Unido e na Irlanda, alguns PPVs são exibidos na Sky Sports 1 e outros na Sky Box Office. A partir do Royal Rumble de 2008, todos os pay-per-views na América do Norte passaram a ser exibidos em HD, com exibições similares no Reino Unido e na Irlanda a partir do WrestleMania XXIV.

### Cronologia dos eventos ainda ativos
|  | Evento da marca NXT |

| Mês       | Nome                | Primeira edição |
| --------- | ------------------- | --------------- |
| Janeiro   | Royal Rumble        | 1988            |
| Fevereiro | Vengeance Day       | 2001            |
| Março     | Elimination Chamber | 2010            |
| Abril     | WrestleMania        | 1985            |
| Abril     | Stand & Deliver     | 2021            |
| Maio      | Backlash            | 1999            |
| Maio      | Battleground        | 2013            |
| Junho     | Money in the Bank   | 2010            |
| Junho     | Worlds Collide      | 2019            |
| Agosto    | SummerSlam          | 1988            |
| Agosto    | Clash               | 2022            |
| Setembro  | No Mercy            | 1999            |
| Outubro   | Halloween Havoc     | 1989            |
| Novembro  | Survivor Series     | 1987            |
| Dezembro  | Deadline            | 2022            |

### Brand extension
Em Março de 2002, a WWE promoveu sua divisão de brands e, em Maio do mesmo ano, foi realizado o Insurrextion no Reino Unido, o primeiro pay-per-view exclusivo de um brand, seguido do WWE Global Warning, am Agosto, na Austrália, e do Rebellion, em Outubro, também no Reino Unido. Em Junho de 2003, foi anunciado que a WWE continuaria realizando eventos exclusivos para cada brand (Raw, SmackDown e, em 2006, ECW). As únicas exceções eram os "Quatro Grandes": (Royal Rumble, WrestleMania, SummerSlam e Survivor Series). A divisão permitiu à WWE adicionar mais lutas aos eventos. A partir do fim de 2005, os pay-per-views começaram a ter frequentes lutas inter-brands. Em Março de 2007, foi anunciado que os eventos em pay-per-view voltariam ao antigo formato, com o último evento de apenas uma brand sendo o No Way Out e o primeiro com as três brands sendo o Backlash (após o WrestleMania 23). Os eventos exclusivos de cada brand eram:
| Pay-per-view          | Divisão   | Anos        |
| --------------------- | --------- | ----------- |
| Insurrextion          | Raw       | 2002 – 2003 |
| Armageddon            | Raw       | 2003        |
| Bad Blood             | Raw       | 2003 – 2004 |
| Unforgiven            | Raw       | 2003 – 2006 |
| Taboo Tuesday         | Raw       | 2004 – 2005 |
| Backlash              | Raw       | 2004 – 2006 |
| Vengeance             | Raw       | 2004 – 2006 |
| New Year's Revolution | Raw       | 2005 – 2007 |
| Cyber Sunday          | Raw       | 2006        |
| Global Warning        | SmackDown | 2002        |
| Rebellion             | SmackDown | 2002        |
| Vengeance             | SmackDown | 2003        |
| Armageddon            | SmackDown | 2004 – 2006 |
| Great American Bash   | SmackDown | 2004 – 2006 |
| Judgment Day          | SmackDown | 2004 – 2006 |
| No Way Out            | SmackDown | 2004 – 2007 |
| December To Dismember | ECW       | 2006        |
| One Night Stand       | ECW       | 2006        |

## Calendário de eventos atuais

#### 2025
A partir de janeiro de 2025, a WWE iniciou uma parceria com a Netflix, onde o Raw seria transmitido ao vivo mundialmente toda semana. Internacionalmente, todos os SmackDown, NXT e supercards ao vivo também seriam transmitidos pela Netflix. Com essa parceria, a WWE descontinuou a WWE Network em todos os países, com exceção de alguns que não recebem a WWE na Netflix. Todos os supercards ao vivo a partir deste ponto seriam transmitidos tanto no Peacock nos Estados Unidos quanto na Netflix internacionalmente. Os eventos "exclusivos da Network" deixarão de ser notáveis, a partir de janeiro de 2025, com a descontinuação da WWE Network na maioria das regiões ao redor do mundo.
|  | Evento da marca NXT |

| Data            | Evento                       | Local             | Cidade                       | Público | Última luta | Notas |
| --------------- | ---------------------------- | ----------------- | ---------------------------- | ------- | --- | --- |
| 25 de janeiro   | Saturday Night's Main Event  | Frost Bank Center | San Antonio, Texas           | 16.406  | Gunther (c) vs. Jey Uso pelo Campeonato Mundial dos Pesos Pesados                                                                   | Transmissão simultânea exclusiva do Peacock e da NBC. Sequencialmente referido como Saturday Night's Main Event 38. |
| 1 de fevereiro  | Royal Rumble                 | Lucas Oil Stadium | Indianápolis, Indiana        | 70.347  | Luta Royal Rumble de 30 lutadores.                                                                                                  | |
| 15 de fevereiro | Vengeance Day                | CareFirst Arena   | Washington, D.C.             | 3.849   | Giulia (c) vs. Bayley vs. Roxanne Perez vs. Cora Jade em uma luta fatal four-way pelo Campeonato Feminino do NXT                    | |
| 1 de março      | Elimination Chamber: Toronto | Rogers Centre     | Toronto, Ontário, Canadá     | 38.493  | John Cena vs. CM Punk vs. Drew McIntyre vs. Logan Paul vs. Damian Priest vs. Seth "Freakin" Rollins em uma luta Elimination Chamber | |
| 19 de abril     | Stand & Deliver              | T-Mobile Arena    | Paradise, Nevada             |         | Oba Femi (c) vs. Je'Von Evans vs. Trick Williams em uma luta triple threat pelo Campeonato do NXT                                   | Exibido na tarde da WrestleMania 41.                                                                                |
| 19 de abril     | WrestleMania 41              | Allegiant Stadium | Paradise, Nevada             | 57.037  | Noite 1: CM Punk vs. Roman Reigns vs. Seth Rollins em uma luta triple threat                                                        | Exibido como um evento de duas partes.                                                                              |
| 20 de abril     | WrestleMania 41              | Allegiant Stadium | Paradise, Nevada             | 60.343  | Noite 2: Cody Rhodes (c) vs. John Cena pelo Campeonato Indiscutível da WWE                                                          | Exibido como um evento de duas partes.                                                                              |
| 10 de maio      | Backlash                     | Enterprise Center | St. Louis, Missouri          | 17.155  | John Cena (c) vs. Randy Orton pelo Campeonato Indiscutível da WWE                                                                   | |
| 24 de maio      | Saturday Night's Main Event  | Yuengling Center  | Tampa, Flórida               |         | Jey Uso (c) vs. Logan Paul pelo Campeonato Mundial dos Pesos Pesados                                                                | Transmissão simultânea exclusiva do Peacock e da NBC. Sequencialmente referido como Saturday Night's Main Event 39. |
| 25 de maio      | Battleground                 | Yuengling Center  | Tampa, Flórida               |         | Joe Hendry (c) vs. Trick Williams pelo Campeonato Mundial da TNA                                                                    | |
| 7 de junho      | Worlds Collide               | Kia Forum         | Inglewood, Califórnia        |         | El Hijo del Vikingo (c) vs. Chad Gable pelo Mega Campeonato da AAA                                                                  | Exclusivo do Youtube. Co-produzido com a Lucha Libre AAA Worldwide. Foi ao ar na tarde do Money in the Bank.        |
| 7 de junho      | Money in the Bank            | Intuit Dome       | Inglewood, Califórnia        | 17.069  | Cody Rhodes e Jey Uso vs. John Cena e Logan Paul                                                                                    | |
| 28 de junho     | Night of Champions           | Kingdom Arena     | Riade, Arábia Saudita        |         | John Cena (c) vs. CM Punk pelo Campeonato Indiscutível da WWE                                                                       | |
| 12 de julho     | The Great American Bash      | Center Stage      | Atlanta, Georgia             |         | Jordynne Grace e Blake Monroe vs. Fatal Influence (Jacy Jayne e Fallon Henley)                                                      | Irá ao ar na tarde do Saturday Night's Main Event                                                                   |
| 12 de julho     | Saturday Night's Main Event  | State Farm Arena  | Atlanta, Geórgia             | 12,350  | Gunther (c) vs. Goldberg pelo World Heavyweight Championship\|Campeonato Mundial dos Pesos Pesados                                  | Transmissão simultânea exclusiva do Peacock e da NBC. Sequencialmente referido como Saturday Night's Main Event 40. |
| 13 de julho     | Evolution                    | State Farm Arena  | Atlanta, Georgia             | 8,351   | Iyo Sky (c) vs. Rhea Ripley vs. Naomi in a triple threat match for the Women's World Championship                                   | |
| 2 de agosto     | SummerSlam                   | MetLife Stadium   | East Rutherford, Nova Jérsei | 53,161  | Noite 1: CM Punk (c) vs. Seth Rollins pelo Campeonato Mundial dos Pesos Pesados                                                     | Será exibido como um evento de duas partes                                                                          |
| 3 de agosto     | SummerSlam                   | MetLife Stadium   | East Rutherford, Nova Jérsei | 60,561  | Noite 2: John Cena (c) vs. Cody Rhodes numa Street fight pelo Campeonato Indiscutível da WWE                                        | Será exibido como um evento de duas partes                                                                          |

## Agenda de eventos futuros

### 2025
|  | Evento da marca NXT |

| Data           | Evento                    | Local                      | Cidade                                | Notas |
| -------------- | ------------------------- | -------------------------- | ------------------------------------- | ----- |
| 24 de agosto   | Heatwave                  | Lowell Memorial Auditorium | Lowell, Massachusetts                 |       |
| 31 de agosto   | Clash in Paris            | Paris La Défense Arena     | La Défense, Nanterre, França          |       |
| 11 de outubro  | Crown Jewel               | RAC Arena                  | Perth, Austrália Ocidental, Austrália |       |
| 29 de novembro | Survivor Series: WarGames | Petco Park                 | San Diego, Califórnia                 |       |

### 2026
|  | Evento da marca NXT |

| Data         | Evento            | Local             | Cidade                  | Notas                                      |
| ------------ | ----------------- | ----------------- | ----------------------- | ------------------------------------------ |
| Janeiro      | Royal Rumble      | TBA               | Riade, Arábia Saudita   |                                            |
| 18 de abril  | WrestleMania 42   | Allegiant Stadium | Paradise, Nevada        | Será exibido como um evento de duas partes |
| 19 de abril  | WrestleMania 42   | Allegiant Stadium | Paradise, Nevada        | Será exibido como um evento de duas partes |
| 1 de agosto  | SummerSlam        | U.S. Bank Stadium | Minneapolis, Minnesota  | Será exibido como um evento de duas partes |
| 2 de agosto  | SummerSlam        | U.S. Bank Stadium | Minneapolis, Minnesota  | Será exibido como um evento de duas partes |
| 29 de agosto | Money in the Bank | TBA               | Nova Orleães, Louisiana |                                            |

## Antigos pay-per-views
| Pay-per-view            | Ano(s) de Atividade                                 | Notas |
| ----------------------- | --------------------------------------------------- | --- |
| The Wrestling Classic   | 1985                                                | |
| This Tuesday in Texas   | 1996                                                | |
| King of the Ring        | 1993–2002                                           | Foi realizado em 2006 no SmackDown (com a final sendo realizada no Judgment Day) e em 2008, 2010 e 2015 no Raw.                  |
| In Your House           | 1995–1999                                           | |
| Bad Blood               | 1997, 2003–2004                                     | |
| Over the Edge           | 1998–1999                                           | Extinto após a morte de Owen Hart na edição de 1999.                                                                             |
| Fully Loaded            | 1998-2000                                           | Substituído em 2001 pelo Invasion.                                                                                               |
| Invasion                | 2001                                                | |
| December to Dismember   | 2006                                                | Foi um evento exclusivo da ECW.                                                                                                  |
| New Year's Revolution   | 2005–2007                                           | Este evento deixou de ser realizado após a WWE decidir diminuir o número de pay-per-views anuais.                                |
| Unforgiven              | 1998–2008                                           | |
| Cyber Sunday            | Taboo Tuesday (2004–2005), Cyber Sunday (2006–2008) | |
| Armageddon              | 1999–2000, 2002–2008                                | |
| No Way Out              | 1998, 2000–2009, 2012                               | WWE alterou o nome em 2010 para Elimination Chamber; Retornou em 2012 com novo formato mas foi substituído em 2013 pelo Payback. |
| Judgment Day            | 1998, 2000–2009                                     | WWE substituiu no mês de maio pelo Over the Limit.                                                                               |
| The Great American Bash | 2004–2009                                           | WWE substituiu no mês de junho pelo Fatal 4-Way.                                                                                 |
| Breaking Point          | 2009                                                | WWE substituiu no mês de setembro pelo Night of Champions.                                                                       |
| Bragging Rights         | 2009-2010                                           | WWE substituiu no mês de outubro pelo Vengeance.                                                                                 |
| Fatal 4-Way             | 2010                                                | WWE substituiu no mês de junho pelo Capitol Punishment.                                                                          |
| Capitol Punishment      | 2011                                                | WWE substituiu no mês de junho pelo No Way Out.                                                                                  |
| Vengeance               | 2001-2006, 2011                                     | WWE substituiu no mês de outubro pelo Hell in a Cell.                                                                            |
| Over the Limit          | 2010-2012                                           | WWE substituiu no mês de outubro pelo Battleground.                                                                              |
| WWE No Mercy            | 1999-2008, 2016-2017                                | WWE substituiu no mês de setembro pelo WWE Hell in a Cell                                                                        |
| WWE Payback             | 2013-2017                                           | WWE substituiu no mês de abril pelo Backlash                                                                                     |
| WWE Great Balls of Fire | 2017                                                | WWE substituiu no mês de julho pelo Extreme Rules                                                                                |
| WWE Battleground        | 2013-2017                                           | WWE substituiu no mês de julho pelo Extreme Rules                                                                                |
| WWE Roadblock           | 2016                                                | WWE substituiu no mês de dezembro pelo WWE Clash of Champions                                                                    |

## Eventos especiais não PPV
| Supercard             | Ano(s) de atividade | Notas                                        |
| --------------------- | ------------------- | -------------------------------------------- |
| WWE Hall of Fame      | 1993-presente       | Acontece na noite anterior ao Wrestlemania.† |
| Tribute to the Troops | 2003–presente       |                                              |
| The Main Event        | 1988–1991           |                                              |

†Em 2017 o WWE Hall of Fame aconteceu dois dias antes devido ao evento NXT TakeOver:Orlando

## Eventos pay-per-view internacionais
| Pay-per-view    | Ano ativo | Notas |
| --------------- | --------- | --- |
| SummerSlam      | 1992      | SummerSlam 1992 aconteceu em Agosto no Wembley Stadium, Londres, Inglaterra.                                                                          |
| One Night Only  | 1997      | O evento ocorreu no Reino Unido em Setembro e estava disponível na Europa e no Canadá.                                                                |
| Capital Carnage | 1998      | O evento ocorreu no Reino Unido em Dezembro. |
| No Mercy (UK)   | 1999      | Apesar do evento ter sido realizado em Maio no Reino Unido, um outro PPV chamado "No Mercy" foi realizado em Outubro do mesmo ano nos Estados Unidos. |
| Rebellion       | 1999–2002 | O evento teve lugar no Reino Unido em Outubro de 1999 e 2002, em Dezembro de 2000 e em Novembro de 2001.                                              |
| Insurrextion    | 2000–2003 | O evento teve lugar no Reino Unido em Maio de 2000 a 2002 e em Junho de 2003                                                                          |
| Global Warning  | 2002      | O evento aconteceu na Austrália em Agosto de 2002. |